# Ivar Neuman
Karl Ivar Neuman, född 28 november 1876 i Ödsmåls socken, död 10 augusti 1939 i Jönköping, var en svensk tidningsredaktör och kommunalpolitiker.
Ivar Neuman var son till handlanden Martin Neuman. Han var 1886–1892 elev vid Gustavsbergs skola, en internatskola för obemedlade barn i Uddevalla. Han arbetade därefter 1895-1899 som ritare vid olika verkstäder i Trollhättan och Göteborg men blev engagerad i den socialistiska rörelsen. Åren 1899–1901 arbetade han vid Ny Tids avdelning i Borås och var därefter redaktör och utgivare av Lysekilskuriren 1901–1902. Åren 1902–1906 arbetade han vid Ny Tids huvudredaktion i Göteborg. Samtidigt var Neuman 1900–1901 och 1908–1920 ledamot av Socialdemokratiska arbetarepartiets partistyrelse. Han var även 1905–1907 vice ordförande i Verdandis riksloge, 1907–1911 studieledare i Verdandis riksloge och 1911–1920 ordförande i rikslogen. Neuman var 1906–1919 chefredaktör för Smålands Folkblad och samtidigt ledamot av stadsfullmäktige i Jönköping 1911–1920. I Jönköping var han även ledamot av drätselnämnden 1915–1920 och 1931–1932, ledamot av kontrollnämnden för sociala anslag 1921–1922, ledamot av biblioteksstyrelsen 1929–1935 och ledamot av styrelsen för pensionärshemmet 1935–1936. Neuman blev 1921 systembolagskontrollant vid Systembolagets förtroendenämnd, avdelningschef vid Göteborgssystemet 1927 och direktör för Systembolaget i Jönköping 1928.